# Chris Cavanaugh
Chris Cavanaugh (n. 1 iulie 1962, Hialeah, Florida, SUA) este un înotător ce a reprezentat Statele Unite ale Americii, medaliat olimpic. A participat la o ediție a Jocurilor Olimpice (1984) în care a câștigat două medalii de aur.